# Cantone di Carbonne
Il Cantone di Carbonne era una divisione amministrativa dell'Arrondissement di Muret.
A seguito della riforma approvata con decreto del 13 febbraio 2014, che ha avuto attuazione dopo le elezioni dipartimentali del 2015, è stato soppresso.

## Composizione
Comprendeva 11 comuni:
- Bois-de-la-Pierre
- Capens
- Carbonne
- Longages
- Marquefave
- Mauzac
- Montaut
- Montgazin
- Noé
- Peyssies
- Saint-Sulpice-sur-Lèze